# Brewiarz.pl
Brewiarz.pl − katolicki portal zawierający przede wszystkim teksty Liturgii Godzin, ułożone według kalendarza łacińskich diecezji polskich oraz niektórych prowincji zakonnych. Serwis był notowany w rankingu Alexa na miejscu 107 743.
W serwisie udostępnione są teksty liturgiczne, zarówno mszy świętej, jak i brewiarza, również w wersji monastycznej. Poszczególne działy prezentują: tabele stron (wydanie czterotomowe polskiej wersji brewiarza, wydania skróconego, małej liturgii godzin, brewiarza dla świeckich), wprowadzenie do liturgii godzin, kalendarz liturgiczny. W dziale czytelnia znajduje się wybór tekstów dotyczących: liturgii godzin, obchodów liturgicznych Kościoła katolickiego, rocznic i wydarzeń, świętych i błogosławionych. W płatnej wersji serwisu udostępniono: nagrania oficjów Liturgii Godzin, propozycje melodii do tekstów LG i nagrania mp3, zapisy gregoriańskie tekstów łacińskich i nagrania mp3, papieskie katechezy na temat psalmów i pieśni, możliwość pobierania tekstów w formatach PDF. Portal umożliwia zakup tekstów liturgicznych w formatach: EPUB oraz MOBI. Typowymi odbiorcami serwisu są zarówno duchowni, jak i wierni świeccy.
Jest jednym z kilku pierwszych portali w języku polskim publikujących czytania liturgiczne na kolejne dni roku o zauważalnej popularności.
Zamieszczone teksty udostępniła Konferencja Episkopatu Polski i wydawnictwo Pallottinum. Portal istnieje od 1998.